# Blauwe metselbij
De blauwe metselbij (Osmia caerulescens) is een vliesvleugelig insect uit de familie Megachilidae. De wetenschappelijke naam van de soort is gepubliceerd in 1758 door Linnaeus in de tiende editie van Systema naturae.
De blauwe metselbij heeft de status kwetsbaar op de Nederlandse Rode Lijst.